# فرودگاه بیگ ریور
فرودگاه بیگ ریور (به انگلیسی: Big River Airport) یک فرودگاه همگانی است که یک باند فرود شن و زمین دارد و طول باند آن ۱۰۰۶ متر است. این فرودگاه در کشور کانادا قرار دارد و در ارتفاع ۴۸۵ متری از سطح دریا واقع شده‌است.